# Be with You
„Be With You” – drugi singel brytyjskiego duetu Erasure z czternastego albumu studyjnego Tomorrow’s World.

## Lista utworów
1. „Be with You” (Radio Mix) – 3:33
2. „Be with You” (Moto Blanco Remix Radio Edit) – 3:32
3. „Never Let You Down” – 3:31
4. „Be with You” (Love Is Coming) – 6:57
5. „Be with You” (Moto Blanco Club Mix) - 7:17
6. „Be with You” (Starshapes Remix) – 4:57
7. „Be with You” (Acoustic Version) – 3:26